# Liste des présidents de l'Union européenne des sourds
Pour un article plus général, voir union européenne des sourds.
Le tableau ci-dessous présente une liste des présidents de l'Union européenne des sourds depuis la création de l'organisation en 6 mars 1985 à Londres au Royaume-Uni, du plus ancien au plus récent.
Helga Stevens est la première femme à exercer cette fonction de l'histoire de l'Union européenne des sourds.
Depuis le 19 mai 2013, le président de l'Union européenne des sourds est le Finlandais Markku Jokinen.

## Président (depuis 1985)
- President intérim

| Nom | Nom | Nom                    | Dates du mandat   | Dates du mandat    | Nationalité | Notes |
| --- | --- | ---------------------- | ----------------- | ------------------ | ----------- | --- |
| 1   |     | John Young             | 21 septembre 1985 | 1989               | Britannique | Vie politicienne - Président de l'Association des sourds britanniques : 1983-? |
| 2   |     | Jean-François Labes    | 1989              | 1990               | Français    | Vie politicienne - Président de l'Union nationale pour l’insertion sociale des déficients auditifs |
| 3   |     | Knud Søndergaard 1936- | 1990              | 2005               | Danois      | Vie politicienne - Président de l'Association des Sourds danois: ?-? - Secrétaire général du Comité International des Sports des Sourds - Membre de la Fédération mondiale des sourds - Secrétaire puis président de la Fédération danoise des sports des sourds Prix/Diplôme - Médaille d'honneur en Argent de Deaflympics en 1977 - Médaille d'honneur en or de Deaflympics en 1985 - Prix de Cast Berg en 1992 - Diplôme d'honneur de l'Université Gallaudet en 2009 |
| 4   |     | Helga Stevens 1968-    | 30 juin 2005      | 27 octobre 2007    | Belge       | Vie politicienne - Députée du Parlement flamand : 2004-2014 - Sénatrice du Parlement fédéral belge : 2007-2014 - Vice-présidente de Sénat du Parlement fédéral belge : 2010-2011 - Députée européenne du Parlement européen : 2014- |
|     |     | Adrien Pelletier       | 27 octobre 2007   | 17 décembre 2007   | Français    | Vie politicienne - Président de la Fédération nationale des sourds de France : 2000-2004 |
| 5   |     | Berglind Stefánsdóttir | 17 décembre 2007  | 19 mai 2013        | Islandaise  | Vie politicienne - Présidente de l’association des sourds d’Islande : ?-? |
| 6   |     | Markku Jokinen 1959-   | 19 mai 2013       | En cours de mandat | Finlandais  | Vie politicienne - Vice-Présidente de l'Union européenne des sourds : 1998-2003 - Présidente de l'Association finlandaise des sourds : 2007 - - Président de la Fédération mondiale des sourds : 2003-2011 Prix/Diplôme - Diplôme d'honneur de l'Université Gallaudet en 2012 |

## Records
- Le mandat le plus long : Knud Søndergaard pendant 15 ans
- Le mandat le plus court : Helga Stevens pendant deux ans
- Le plus de mandats : Knud Søndergaard trois mandats